# Old Indian Meeting House
Das Old Indian Meeting House (auch: Old Indian Church) ist ein historisches Versammlungshaus (meeting house) einer indianischen christlichen Gemeinschaft an 410 Meetinghouse Road in Mashpee, Massachusetts. Das Gebäude wurde 1684 errichtet und ist damit das älteste kirchliche Gebäude der Native American Church in den östlichen Vereinigten Staaten und die älteste Kirche in Cape Cod.  Das Gebäude wurde 1998 in das National Register of Historic Places aufgenommen.

## Architektur
Das Old Indian Meeting House steht an der Ostseite der Meetinghouse Road, nördlich der Kreuzung mit der Falmouth Street. Es steht am Westende eines Friedhofs, der sich zwischen den zwei Straßen erstreckt auf 7 acre (2,8 ha) Land. Das Gebäude ist ein eineinhalb-stöckiges Holzrahmen-Gebäude mit einem Satteldach und holzverkleideten Fassaden. Die Front ist in einem Greek Revival-Stil gestaltet mit Eck-Pilastern, die Tafeln stützen, welche entlang der Dachkanten verlaufen. Es gibt zwei symmetrisch angeordnete Eingänge an der Vorderseite, die ebenfalls mit Pilastern eingerahmt sind. Ein dreieckiges Oberlichtfenster im Giebel und es gibt festverglaste Fenster oberhalb der Eingänge.

## Geschichte
Die erste Kirche in Mashpee entstand 1670. 1684 wurde an der heutigen Stelle das Meeting House erbaut durch Deacon John Hinckley. Das Gebäude wurde um 1717 an eine andere Stelle in Mashpee versetzt. 1758 gibt es wieder Berichte über ein Meeting House an der Stelle; es ist jedoch nicht klar, ob es sich dabei um eine abgeänderte Version des Gebäudes von 1684 handelt, oder ein neues Gebäude. Es wurde von den Wampanoag als Gottesdienstraum genutzt. 1717 wurde die Gemeinde von ihrer ursprünglichen Stätte an die heutige Stelle verlegt und das Gebäude erneuert. Das Gebäude diente ebenfalls als Schulgebäude. Im späten 18. Jahrhundert entstand ein Friedhof auf dem Kirchengelände.
Das Gebäude hat eine hohe Bedeutung für die Mashpee Wampanoag mit fast vier Jahrhunderten geistlicher Leiterschaft und Seelsorge von Native Americans. 1833 war es auch Ausgangspunkt der so genannten Mashpee Revolt, als Stammesmitglieder und ihr Geistlicher William Apess, (ein Pequot), gegen staatliche Einmischungen in die Selbstverwaltung, sowie gegen Holzdiebstahl von Siedlern auf Stammesland, protestierten. Das Gebäude wurde 1923 wieder in Benutzung genommen und 1998 in das National Register of Historic Places aufgenommen. 2009 feierte der Stamm der Mashpee seine Wiederanerkennung und formale Wiedereröffnung.